# Ragnar Hovland
Ragnar Hovland, född 15 april 1952 i Bergen, är en norsk författare, dramatiker och översättare.
Ragnar Hovland är utbildad i engelska, franska och litteratur på Universitetet i Bergen. Han debuterade som författare 1979 med romanen Alltid fleire dagar. Hovland skriver för barn, ungdomar och vuxna, på nynorska. Han har fått mottaga en rad priser för sitt författarskap.
Ragnar Hovland är också musiker; han spelar keyboard och sjunger i bandet Dei nye kapellanane. 

## Priser och utmärkelser
- 1980 – Kultur- och kyrkodepartementets priser för barn- och ungdomslitteratur för Det får stå til
- 1981 – Nynorska barnlitteraturpriset för Den flygande sykkelen
- 1986 – Nynorska barnlitteraturpriset för Sjømannen, tante Elida og dei største eventyr
- 1990 – Melsom-priset
- 1992 – Bragepriset för Ein motorsykkel i natta
- 1993 – Nynorska barnlitteraturpriset för Bjørnen Alfred og hunden Samuel forlet pappkartongen
- 2001 – Kritikerpriset för Ei vinterreise
- 2001 – Nynorska litteraturpriset för Ei vinterreise
- 2002 – Samlagspriset
- 2002 – Sunnmørspriset för Norske gleder
- 2006 – Kritikerpriset för Fredlaus
- 2006 – Nynorska barnlitteraturpriset för Fredlaus
- 2008 – Doblougska priset
- 2008 – Bastianpriset för en nyöversättning av Roald Dahls George's Marvellous Medicine
- 2012 – Aschehougpriset